# Painkiller Jane (série télévisée)
Pour l’article homonyme, voir Painkiller Jane.
Painkiller Jane est une série télévisée canado-américaine en 22 épisodes de 42 minutes, créée par Gil Grant d'après le personnage de comic homonyme et diffusée entre le 13 avril 2007 et le 21 septembre 2007 sur Sci Fi Channel et au Canada à partir du 26 avril 2007 sur le système CH puis rediffusé à partir du 5 janvier 2008 sur le réseau Global.
En France, la série est diffusée depuis le 25 février 2008 sur Sci Fi puis dès le 18 janvier 2013 sur AB1, Action, en Belgique sur Plug RTL, au Québec à partir du 23 novembre 2009 sur Ztélé et en Suisse depuis le 6 septembre 2012 sur Rouge TV.

## Synopsis
Cette série met en scène Jane Vasco qui travaille pour une agence gouvernementale secrète ayant pour mission d'arrêter les Neuros, des individus génétiquement modifiés dotés de puissants pouvoirs psychiques. Au cours de la série, l'héroïne découvre qu'elle-même a le pouvoir de s'auto-régénérer, ce qui la rend quasiment invulnérable.

## Distribution

### Acteurs principaux
- Kristanna Loken (VFB : Marcha Van Boven) : Jane Vasco
- Rob Stewart (VFB : Franck Dacquin) : Andre McBride
- Noah Danby (en) (VFB : Xavier Percy) : Connor King
- Stephen Lobo (VFB : Sébastien Hébrant) : Dr Seth Carpenter
- Sean Owen Roberts (VFB : Bruno Mullenaerts) : Railey Jensen

### Acteurs récurrents et invités
- Nathaniel Deveaux (VFB : Pierre Bodson) : Joe Waterman (14 épisodes)
- Alaina Huffman (VFB : Esther Aflalo) : Maureen Bowers (13 épisodes)
- Melanie Papalia : Amanda, la voisine de Jane (11 épisodes)
- John Reardon (en) : Brian (9 épisodes)
- Matt Devere : Rawlings (4 épisodes)
- Chris Britton (en) : Simon Connelly (3 épisodes)
- Ágnes Máhr : Dr Newman (3 épisodes)
- Garwin Sanford : Gerald Morgan (3 épisodes)
- Tiera Skovbye : Jane - 10 Years Old (3 épisodes)
- Tom Butler : Dr John Roberts (3 épisodes)
- Michael Rogers (en) : Randall Hyde (3 épisodes)

Source et légende : version française (VF) sur Doublage Séries Database

## Production
La production du téléfilm (en) a débuté en janvier 2005 à Vancouver avec Emmanuelle Vaugier dans le rôle titre. Diffusé le 10 décembre 2005 sur Sci-Fi, il a reçu de bonnes audiences.
En juillet 2006, Sci Fi Channel commande directement une série de 22 épisodes. En octobre, Kristanna Loken décroche le rôle titre. Les éléments du téléfilm sont ignorés dans la série, se rapprochant un peu plus du comic.
Les quatre derniers épisodes ont été tournés à Budapest, en Hongrie.

## Épisodes
1. Renaissance (Pilot)
2. La Vie après la mort (Toy Soldiers)
3. Train d'enfer (Piece of Mind)
4. Attrape-moi si tu peux (Catch Me If You Can)
5. Fantôme du passé (Nothing to Fear But Fear Itself)
6. Rêve amer (Breakdown)
7. L'Instance suprême (Higher Court)
8. Derrière les apparences (Friendly Fire)
9. Coupable idéal (Trial by Fire)
10. Lauren Gray (Portraits of Lauren Gray)
11. Mécanique meurtrière (Ghost in the Machine)
12. Le Bonheur à tout prix (Something Nasty in the Neighborhood)
13. La Ligue des cinq (The League)
14. Le Magicien (The Amazing Howie)
15. Le Guérisseur (The Healer)
16. Merci pour les souvenirs (Thanks for the Memories)
17. Compteur à zéro (Playback)
18. Jane 113 (Jane 113)
19. Descente à Nico (What Lies Beneath)
20. La Bête de Bolnar (The Beast of Bolnar)
21. Jeux de miroirs (Reflections)
22. Fin de partie (Endgame)